# László Fidel
László Fidel (* 29. Juni 1965 in Vác) ist ein ehemaliger ungarischer Kanute.

## Erfolge
László Fidel gehörte bei den Olympischen Spielen 1992 in Barcelona zum ungarischen Aufgebot im Vierer-Kajak auf der 1000-Meter-Strecke. Die Mannschaft qualifizierte sich als Erste ihres Vorlaufs für das Halbfinale, in dem Fidel mit Ferenc Csipes, Zsolt Gyulay und Attila Ábrahám als Zweiter hinter den Deutschen Mario von Appen, Oliver Kegel, Thomas Reineck und André Wohllebe den Einzug ins Finale schaffte. Dort waren die Deutschen erneut als einzige schneller als der ungarische Vierer, der mit 2:54,82 Minuten nur 74 Hundertstel Sekunden Rückstand auf den ersten Platz hatte. Zu den drittplatzierten Australiern hatten die Ungarn 2,1 Sekunden Vorsprung.
Fidel wurde sowohl 1986 in Montreal als auch 1987 in Duisburg, 1990 in Posen und 1991 in Paris im Vierer-Kajak über 1000 Meter Weltmeister. Darüber hinaus sicherte er sich 1987 mit Ferenc Csipes den Titelgewinn im Zweier-Kajak auf der 500-Meter-Strecke. 1991 gelang ihm im Vierer-Kajak außerdem über 500 Meter der Gewinn der Silbermedaille.
Mit dem ungarischen Vierer-Kajak wurde er 1991 neben Ferenc Csipes, Attila Ábrahám und Zsolt Gyulay zu Ungarns Mannschaft des Jahres gewählt.